# Old and in the Way
Old and in the Way est un groupe de bluegrass formé par Jerry Garcia et qui donna 47 concerts entre le 2 mars 1973 et le 28 avril 1974 . Les trois albums du groupe ont été enregistrés en public. Le premier, enregistré lors du concert du 8 octobre 1973 à Boarding House, San Francisco, n'a cependant été commercialisé qu'en 1975 et les deux autres bien plus tard.

## Historique
Le groupe Old and in the Way comprend initialement une partie des musiciens de Muleskinner (i.e. sans Clarence White et Bill Keith). David Grisman (mandoline) connaît Peter Rowan (guitare et chant), Jerry Garcia (banjo) et Richard Greene (violon) depuis le début des années 1960, à l'époque du « Folk revival ». Richard Greene doit quitter le groupe fin mai et est remplacé en juin au violon par Vassar Clements qui figure seul comme violoniste sur les trois albums. Ce dernier, né en 1928, n'appartient pas à la même génération que les autres musiciens du groupe nés dans les années 1940. Il a joué avec le « père du Bluegrass » Bill Monroe dans les années 1950, alors que Peter Rowan et Richard Greene ont été membre des Blue Grass Boys du même Bill Monroe, mais dans les années 1960. L'objectif du groupe est précisément de revenir à l'esprit du bluegrass : « le high lonesone sound de Bill Monroe, Flatt and Scruggs, the Stanley Brothers et d'autres idoles (dont Vassar) ». Ceci n’empêcha pas le groupe d'adapter au style du bluegrass une chanson rock comme Wild Horses des Rolling Stones, comme cela commençait à se faire dans le bluegrass « progressif ». Inversement, une des compositions de Peter Rowan, Panama Red, qui figure sur l'album publié en 1975 sera popularisée dès 1973 sur les ondes radio par le groupe de country rock New Riders of the Purple Sage.
Dans les années 2000, David Grisman et Peter Rowan ont reformé ponctuellement un groupe baptisé Old and in the Gray (album en 2002) où Herb Pedersen remplace Jerry Garcia au banjo et Bryn Bright remplace John Kahn à la contrebasse ; le violon est toujours assuré par Vassar Clements (décédé en 2006).

## Les Formations

### Old and in the Way
- Jerry Garcia - banjo et chant
- David Grisman - mandoline et chant
- Peter Rowan - guitare et chant
- Richard Greene - violon
- Vassar Clements - violon
- John Kahn - basse acoustique

### Old and in the Gray
- David Grisman - mandoline et chant
- Peter Rowan - guitare et chant
- Vassar Clements - violon
- Herb Pedersen - banjo, guitare et chant
- Bryn Bright - basse acoustique

## Discographie
- Old and in the Way (1975)
- That High Lonesome Sound (1996)
- "Breakdown (1997)
- Old and in the Gray (2002)
- Live at the Boarding House (2008)